# زینب نوروزی
زینب نوروزی (زاده ‎۱۱ دی ۱۳۷۸ در استان زنجان) قایقران روئینگ زن اهل ایران است.
نوروزی در بازی‌های آسیایی ۲۰۲۲ موفق به کسب دو مدال نقره در بخش دونفره دو پارو و چهارنفره دو پارو شده‌است.او همچنین پیش از این در مسابقات قهرمانی روئینگ آسیا صاحب ۳ مدال برنز شده است.او به همراه مهسا جاور برای اولین بار در تاریخ ورزش ایران در رشته قایق دو نفره موفق به کسب سهمیه المپیک شدند.